# Johnsonville (Indiana)
Johnsonville est une localité non incorporée située dans le Steuben Township, comté de Warren, dans l'Indiana, aux États-Unis. Elle est située dans la partie sud-ouest du township, à l'intersection de la County Road 875 West et de la 600 South, à 3,62 km à l'est de la frontière avec l'Illinois.